# 林登 (內華達州)
林登（英語：Ryndon）是位於美國內華達州埃爾科縣的非建制地區。

## 歷史
林登的郵局於1903年設立，其後於翌年停運。

## 地理
林登所處的海拔為高於海平面1574米（即5164英呎），而該地所採用的時區為UTC-8，即太平洋时区（PST）。同時該地設有夏令時間，為UTC-8調快一小時，即UTC-7（PDT）。